# Charles Allston Collins

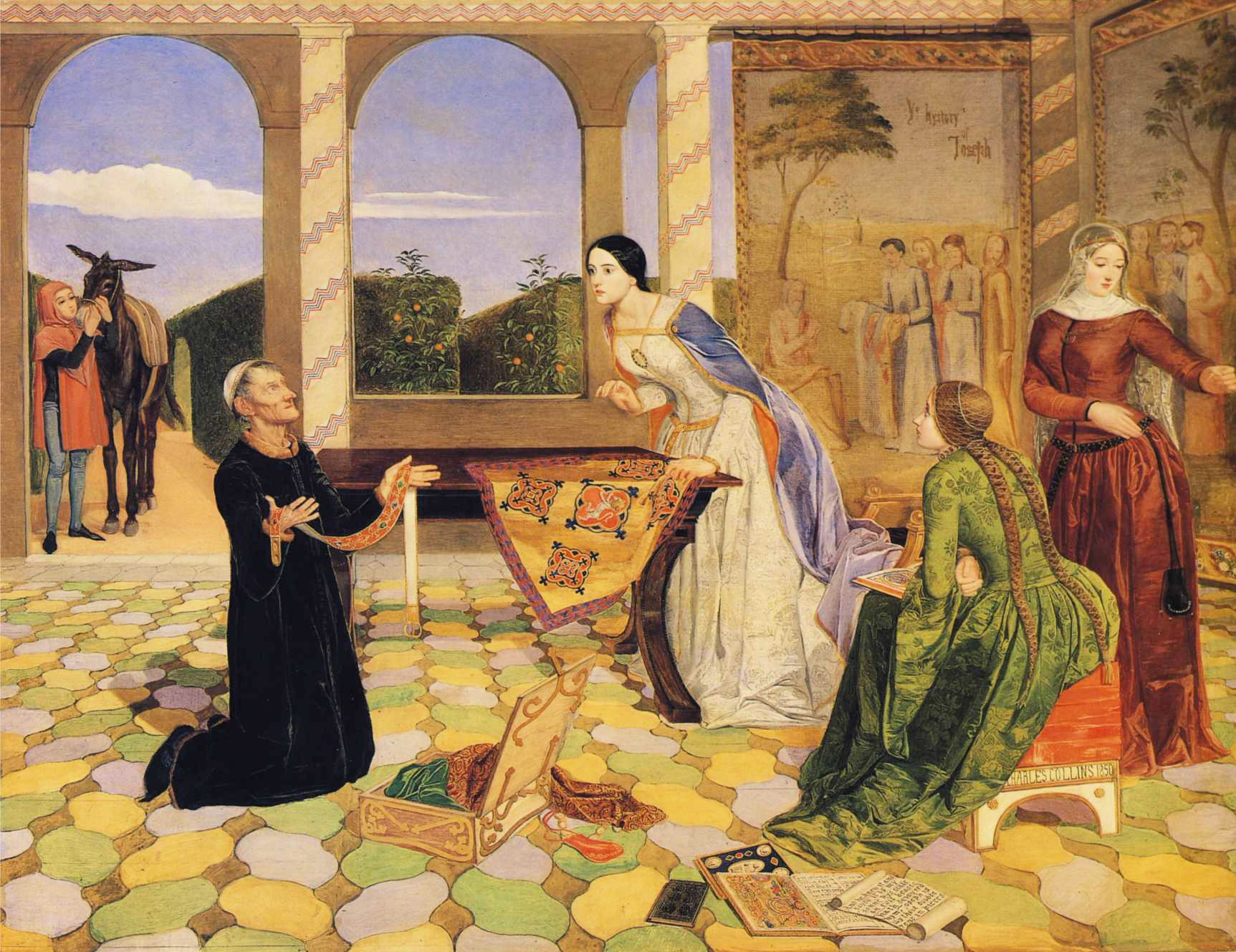
Berengaria's Alarm (L'allarme di Berengaria) del 1850

Charles Allston Collins (Londra, 25 gennaio 1828 – Londra, 9 aprile 1873) è stato un pittore e scrittore inglese associato alla confraternita dei Preraffaelliti.

## Biografia
Nato a Hampstead a Londra fu il figlio del più famoso padre William Collins, pittore di paesaggi e di pittura di genere, e fratello minore dello scrittore Wilkie Collins.
Studiò al Stonyhurst College nel Lancashire.
Collins incontrò John Everett Millais e venne influenzato dalle idee dei preraffaelliti completando il suo quadro Berengaria's Alarm (l'allarme di Berengaria) nel 1850. Il quadro rappresentava la moglie di Riccardo I d'Inghilterra che avendo ricevuto la notizia che il marito è stato rapito, vende la sua cintura ad un ambulante. I modelli piatti e l'immagine del ricamo sono elementi tipici della pittura preraffaellita. Millais propose Collins come membro ma né Thomas Woolner né William Michael Rossetti lo vollero, quindi non diventò mai un membro ufficiale.
Collins si innamorò di Maria Francesca Rossetti ma lei non lo corrispose. Divenne sempre più ascetico e introspettivo, queste caratteristiche si espressero nel suo più famoso lavoro Convent Thoughts (pensieri del convento) nel quale veniva rappresentata una suora in un giardino del convento. Collins proseguì quindi ad esporre molte immagini di alto contenuto devozionale.
Negli anni cinquanta del XIX secolo abbandonò la carriera artistica per seguire il fratello in quella letteraria. La sua opera più famosa fu una raccolta di composizioni comiche intitolata The Eye Witness (il testimone oculare) del 1860.
Collins sposò Kate Perugini, la figlia di Charles Dickens, nel 1860, in seguito disegnò la copertina per il romanzo non finito del suocero Il mistero di Edwin Drood. Morì nel 1873 e fu sepolto nel Brompton Cemetery a Londra.